# Orquesta de Cámara de Stuttgart

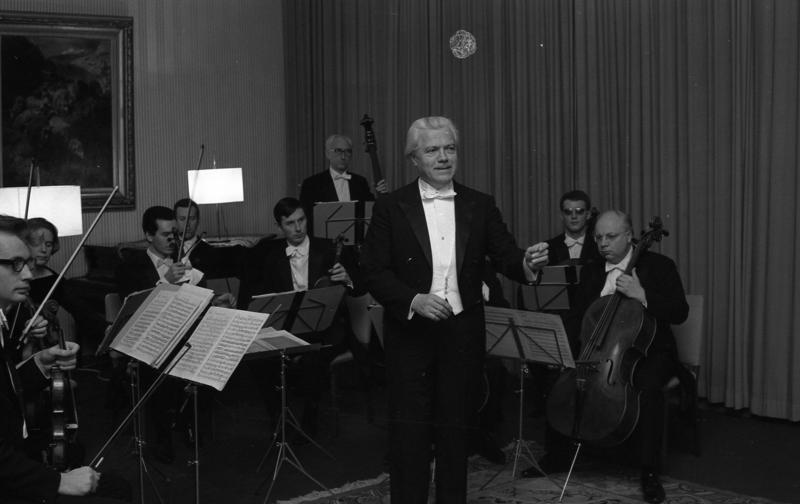
La Orquesta de cámara de Stuttgart, bajo la Dirección de Karl Münchinger en un Concierto en la Representación del estado de Baden-Württemberg, en Bonn, Alemania, en 1968

La Orquesta de Cámara de Stuttgart mantiene desde hace más de 70 años, un lugar destacado en el panorama musical internacional en el campo de la música Antigua y de la contemporánea.

## Historia
La Orquesta de cámara de Stuttgart, fue fundada en 1945 como una de las primeras orquestas de su clase por Karl Münchinger. En su larga dirección (1945-1987) el grupo adquirió su excelente reputación. En esta época la Orquesta se dio a conocer, en primer lugar, a través de la Interpretación de las obras de Johann Sebastian Bach y Wolfgang Amadéus Mozart. De 1990 a 1995 fue Martin Sieghart el director titular de la Orquesta. Dennis Russell Davies la dirigió de 1995 a 2006 y amplió su repertorio, en particular, para las obras del siglo XX al que la Orquesta sigue conectada.
Después de siete Años con Michael Hofstetter como director, en 2013 se hizo cargo del puesto Matthias Foremny que sigue hasta el día de hoy como director titular de la Orquesta.
Muchos solistas de renombre internacional han actuado con la orquesta. Estos incluyen, entre otros a Kolja Blacher, Julia Fischer, Daniel Hope, Steven Isserlis, Patricia Kopatchinskaja, Daniel Müller-Schott, Fazıl Say, Hélène Grimaud, Paul Meyer, Ian Bostridge, Renaud Capuçon, Gautier Capuçon, Nicolas Altstaedt, Christian Zacharias, Martin Fröst, Emmanuel Pahud y Fabio Biondi.
La Orquesta de Cámara de Stuttgart se ha implicado en la cooperación con las instituciones educativas de la ciudad. Además de numerosos proyectos de la Escuela Superior de Música y Artes Escénicas de Stuttgart, trabaja en la Orquesta con niños de primaria y jóvenes con discapacidad visual, en el marco de los proyectos educativos.
La Orquesta de Cámara de Stuttgart, asume su tarea como embajador musical a través de una intensa actividad mundial. Hace conciertos en Corea del Sur, Francia, Rusia, España, Nepal, China, Japón, la India, América del Sur, Suiza y en los Países Bajos.
Por su excepcional compromiso le fue otorgado en el año 2008 el Kammermusikpreis de la Fundación Cultural Europea.
La Orquesta de Cámara de Stuttgart recibe apoyo del Land de Baden-Württemberg, de la Ciudad de Stuttgart y de la Robert Bosch GmbH.